# Hrašovík
Hrašovík je obec na Slovensku, v okrese Košice-okolí. V roce 2010 zde žilo 317 obyvatel, rozloha katastrálního území činí 2,05 km². Nachází se zde římskokatolický kostel sv. Marty postavený v letech 1993 až 1998.